# سیارک ۷۸۹۷
سیارک ۷۸۹۷ (به انگلیسی: 7897 Bohuska، نامگذاری:1995EL1) هفت هزار و هشتصد و نود و هفتمین سیارک کشف شده‌است که در ۱۲ مارس ۱۹۹۵ کشف شد.
قدر مطلق سیارک برابر ۱۳٫۹۰ است.